# Главы Липецка
Список глав города Липецка XX—XXI веках.

## Городские головы Липецка
Городской голова в Российской империи — доверенное лицо горожан, представляющее их интересы перед государственными учреждениями, глава городского самоуправления.
- 1849—1851 — Яков Герасимович Клюев [2]
- 1903—1917 — Митрофан Алексеевич Клюев

## Председатели Липецкого горисполкома
- 1922—1923 — Яков Фёдорович Янкин
- 1923—1924 — Михаил Семёнович Авксентьев
- 1925—1927 — Иван Рафаилович Радецкий
- 1928 — Алексей Петрович Бабкин
- 1929 — Леонид Степанович Грибанов
- 1929—1931 — Антон Евдокимович Губарев
- 1931—1932 — Михаил Андреевич Титов
- 1932—1933 — Никанор Тимофеевич Жеребцов
- 1933—1934 — Василий Васильевич Скуридин
- 1934—1935 — Ювиналий Павлович Щавинский
- 1935—1937 — Андрей Платонович Компаниец
- 1938—1939 — Иулиан Степанович Олефир
- 1940—1942 — Александр Васильевич Барабанщиков
- 1942—1943 — Иван Кузьмич Мазин
- 1943—1946 — Николай Александрович Кузьмичёв
- 1946—1948 — Михаил Моисеевич Коренев
- 1948—1949 — Михаил Фёдорович Ермолаев
- 1949—1950 — Василий Константинович Ушаков
- 1950—1955 — Михаил Фёдорович Ермолаев
- 1955—1958 — Андрей Иванович Портнихин
- 1958—1963 — Семён Андреевич Драгунов
- 1963—1967 — Андрей Никитич Никитин
- 1967—1979 — Николай Георгиевич Яхонтов
- 1979—1985 — Владимир Иванович Булахов
- 1985—1988 — Валерий Иванович Бородин
- 1988—1991 — Сергей Дмитриевич Зверев

В августе 1991 горисполком преобразован в администрацию г. Липецка.

## Первые секретари Липецкого горкома ВКП (б)—КПСС
Липецкий комитет Российской коммунистической партии (большевиков) РКП (б) был избран 2 апреля 1918 года на первой городской партийной конференции. Позже носил названия Липецкий городской комитет (горком) ВКП (б) и (с 1952 года) КПСС. Расформирован после приостановки деятельности КПСС 23 августа 1991 года. Первый секретарь горкома партии с конца 1920-х до 1990 фактически являлся высшим должностным лицом в Липецке.
- …—1937 — Николай Петрович Гордяков
- 1940—1945 — Михаил Ильич Тененбаум
- 1945—1952 — Леонид Христофорович Каспаров
- 1952—1953 — Сергей Иванович Горбатов
- 1953—1957 — Михаил Сергеевич Черкасов
- 1957—1961 — Павел Васильевич Гавриков
- 1961—1962 — Александр Архипович Путря
- 1962—1964 — Юрий Николаевич Ярошенко
- 1964—1975 — Александр Архипович Путря
- 1975—1979 — Евгений Иванович Васильчиков
- 1979—1988 — Владимир Николаевич Марков
- 1988—1991 — Валерий Иванович Бородин

## Главы администрации города Липецка
- 1991—1998 — Анатолий Иванович Савенков
- 1998—2002 — Александр Сергеевич Коробейников
- 2002—2015 — Михаил Владимирович Гулевский
- 2015—2019 — Сергей Вячеславович Иванов
- 2019—2024 — Евгения Юрьевна Уваркина
- с 27 июня 2024 — Роман Иванович Ченцов